# Barbados i olympiska sommarspelen 1968
Barbados deltog i de olympiska sommarspelen 1968 med en trupp bestående av 9 deltagare, endast män, men ingen av landets deltagare erövrade någon medalj.